# Axel Härstedt
Karl Axel Härstedt, född 28 februari 1987 i Täby församling i Stockholms län och uppvuxen i Ljunghusen i Skåne är en svensk diskuskastare tävlande för Heleneholms IF.

## Karriär
Härstedt började friidrotta i IK Finish i Vellinge och representerade klubben till och med 2007.
År 2005 deltog han vid junior-EM i Kaunas i Litauen där han med 48,53 m slogs ut i kvalet och placerade sig på 13:e plats totalt i tävlingen.
År 2006 deltog han vid junior-VM i Peking i Kina. Han slogs åter ut i kvalomgången med 55,12 m, 33 cm från finalplats. I tävlingen kom han på 14:e plats totalt.
År 2007 deltog han vid U23-EM i Debrecen i Ungern och placerade sig på 14:e plats med 53,44 m efter att ha slagits ut i kvalet, 14 cm från finalplats.
Vid Europamästerskapen i friidrott 2014 i Zürich i Schweiz tog sig Härstedt vidare till finalen där han placerade sig på tolfte plats. Det hade då gått 19 år sedan en svensk manlig diskuskastare nått en internationell mästerskapsfinal.
År 2015 kastade Härstedt 63,24 i Diamond League-tävlingen på Stockholms stadion och placerade sig på fjärde plats.
Vid svenska mästerskapen i friidrott 2015 kastade Härstedt längst av samtliga svenskar men tilldelades silvermedaljen efter att en australiensare kastat längre och tilldelats guldmedaljen enligt då gällande SM-regler. Av det internationella friidrottsförbundet erkändes han som svensk mästare. Han deltog senare i diskuskastning vid VM i Peking år 2015 men slogs ut i kvalet.
År 2016 kastade Härstedt 63,60 vid en inomhustävling i Växjö vilket innebar inofficiellt svenskt inomhusrekord i grenen. Rekordet övertog han därmed från Niklas Arrhenius som hade kastat 63,01 fyra år tidigare. En vecka senare vann Härstedt Europacupen i vinterkast i Arad i Rumänien, vilket var första gången en svensk vunnit en guldmedalj på seniornivå i tävlingens då 15-åriga historia, oavsett gren.
År 2016 kastade Härstedt 62,54 i Diamond League-tävlingen i Doha i Qatar, och placerade sig på sjätte plats.
År 2016 deltog Härstedt vid EM i Amsterdam men slogs ut i kvalet efter att inte ha fått något av kasten godkänt. Strax efter EM satte han dock personligt rekord med 66,03 vid en tävling i Helsingborg och kvalificerade sig därmed för deltagande vid de kommande olympiska spelen.
Vid de Olympiska sommarspelen 2016 i Rio de Janeiro, kastade Härstedt 63,58 i sitt första kvalificeringskast och avancerade till finalen som sjunde bäste kastare. Där placerade han sig på tionde plats med 62,12. Han var Sveriges främst placerade manlige friidrottare vid dessa spel och den första svenska diskuskastaren att nå en olympisk final sedan de Olympiska sommarspelen i Los Angeles 1984.
År 2016 hade Sverige det näst bästa diskuslandslaget i världen baserat på årsbästa för de tre bästa diskuskastarna från respektive land. Sveriges tre bästa diskuskastare var då Daniel Ståhl (68,72), Axel Härstedt (66,03) och Niklas Arrhenius (66,02). Tysklands tre-bästa-snitt var då 68,00, Sveriges 66,92 och USA:s 66,72 meter.
Vid Finnkamperna 2014–2018 var Härstedt en av de svenska diskuskastare som besegrade samtliga finländare vilket 2018 innebar att Sverige vunnit trippelsegrar i grenen sex år i rad.

## Personliga rekord
| Utomhus - Kula – 16,59 (Karlskrona, Sverige 15 augusti 2009) - Diskus – 66,03 (Helsingborg, Sverige 11 juli 2016) | Inomhus - Kula – 17,46 (Göteborg, Sverige 26 februari 2011) - Diskus – 63,60 (Växjö, Sverige 5 mars 2016) |

### Fotnoter
1. 1 2 3 4 5  ”Personsida på European Athletics' webbplats” (på engelska). european-athletics.org. http://www.european-athletics.org/athletes/group=h/athlete=139791-harstedt-axel/index.html. Läst 17 september 2018.
2. ↑  ”Stora SM 2007”. trackandfield.se. Arkiverad från originalet den 4 maj 2013. https://archive.is/20130504152109/http://www.proteamonline.se/storage/customers/978/editor/resultat%20sm%20i%20friidrott%202007.html. Läst 19 april 2013.
3. ↑  ”Stora SM 2008, dag 2”. trackandfield.se. http://www.trackandfield.se/Resultat/2008/080802.htm. Läst 20 maj 2013.
4. ↑  ”Stora SM 2014, dag 2” (htm). trackandfield.se. http://www.trackandfield.se/resultat/2014/140802.htm. Läst 21 oktober 2014.
5. 1 2  ”Stora SM 2015, dag 2”. trackandfield.se. http://www.trackandfield.se/resultat/2015/150808.htm. Läst 31 oktober 2015.
6. ↑  ”Stora SM 2016”. Arkiverad från originalet den 23 augusti 2017. https://web.archive.org/web/20170823210252/http://212.247.216.72/friidrott/sm16/Resultat.php. Läst 1 november 2016.
7. ↑  ”Stora SM 2017”. http://www.trackandfield.se/resultat/2017/170825_27.htm. Läst 1 oktober 2017.
8. ↑  ”Stora SM 2018”. http://www.trackandfield.se/resultat/2018/180824.htm. Läst 5 september 2018.
9. ↑  ”Resultat: Friidrotts-SM, Uppsala 14‐16.8.20”. friidrottsstatistik.se. https://www.friidrottsstatistik.se/resultsswe.php?CID=12968582&Season=2020. Läst 1 september 2020.
10. ↑  ”Stora inne-SM 2007, resultat” (htm). idrottonline.se. Arkiverad från originalet den 11 april 2015. https://web.archive.org/web/20150411214031/http://iof2.idrottonline.se/ImageVaultFiles/id_16670/cf_78/070225ism.HTM. Läst 12 april 2015.
11. ↑  ”Stora inne-SM 2010 dag 1, resultat”. friidrott.stockholm.se. http://www.friidrott.stockholm.se/ISM2010/Page.asp?PageIdentifier=RESLORDAG. Läst 19 juli 2012.
12. ↑  ”Stora inne-SM 2011 dag 1, resultat”. trackandfield.se. http://www.trackandfield.se/resultat/2011/110226.htm. Läst 19 juli 2012.
13. ↑  Sveriges befolkning 1990, CD-ROM, Version 1.00, Riksarkivet (2011).
14. ↑  ”Diskuskastaren Axel Härstedt ansluter till Heleneholms IF”. Heleneholms IF. http://heleneholmsif.se/diskuskastaren-axel-harstedt-ansluter-till-heleneholms-if/. Läst 27 mars 2021.
15. ↑  Svenning, Ulf (10 augusti 2006). ”Axel:"Jag har en kropp som är gjord för diskus"”. Trelleborgs Allehanda. http://www.trelleborgsallehanda.se/sport/axeljag-har-en-kropp-som-ar-gjord-for-diskus/. Läst 24 maj 2018.
16. ↑  ”Tävlingsårsskiftesövergångar 15 november 2007”. friidrott.se. 23 oktober 2007. Arkiverad från originalet den 17 september 2018. https://web.archive.org/web/20180917034137/http://www.friidrott.se/forbundsinfo/overgangar/arsskifte0708.aspx. Läst 6 mars 2017.
17. ↑  ”JEM19 FM2: Ebba finalklar i höjd!”. friidrott.se. 22 juli 2005. Arkiverad från originalet den 1 december 2017. https://web.archive.org/web/20171201043808/http://www.friidrott.se/nyheter.aspx?id=4839. Läst 19 november 2017.
18. ↑  ”European Athletics U20 Championships - Kangas 2005” (på engelska). european-athletics.org. http://www.european-athletics.org/competitions/european-athletics-u20-championships/history/year=2005/results/index.html#. Läst 18 november 2017.
19. ↑  ”Discus Throw (1.750kg) Men 11th IAAF World Junior Championships Beijing (Chaoyang Sport Center), PR of China 15 Aug 2006 - 20 Aug 2006” (på engelska). iaaf.org. https://www.iaaf.org/results/iaaf-world-u20-championships/2006/11th-iaaf-world-junior-championships-3486/men/discus-throw-1750kg/qualification/result. Läst 27 maj 2018.
20. ↑  ”European Athletics U23 Championships - Debrecen 2007” (på engelska). european-athletics.org. http://www.european-athletics.org/competitions/european-athletics-u23-championships/history/year=2007/results/index.html. Läst 21 oktober 2017.
21. ↑  ”European Athletics Championships - Zürich 2014” (på engelska). european-athletics.org. http://www.european-athletics.org/competitions/european-athletics-championships/history/year=2014/results/index.html. Läst 21 mars 2017.
22. ↑  ”EM: Final direkt i debuten!”. friidrott.se. 12 augusti 2014. Arkiverad från originalet den 22 mars 2017. https://web.archive.org/web/20170322111221/http://www.friidrott.se/nyheter.aspx?id=17026. Läst 21 mars 2017.
23. ↑  Cederholm, Emilia (12 augusti 2014). ”Axel Härstedt till diskusfinal: ”Historiskt””. sverigesradio.se. http://sverigesradio.se/sida/artikel.aspx?programid=179&artikel=5936160. Läst 12 augusti 2014.
24. ↑  ”Axel Härstedt: "Har i världseliten att göra" | Friidrott | Expressen”. www.expressen.se. https://www.expressen.se/sport/friidrott/axel-harstedt-har-i-varldseliten-att-gora/. Läst 8 januari 2019.
25. ↑  ”Axel HÄRSTEDT | Profile”. www.worldathletics.org. https://www.worldathletics.org/athletes/sweden/axel-harstedt-14227599. Läst 18 juni 2020.
26. ↑  ”Discus Throw Men 15th IAAF World Championships Beijing (National Stadium), PR of China 22 Aug 2015 - 30 Aug 2015” (på engelska). iaaf.org. https://www.iaaf.org/results/iaaf-world-championships-in-athletics/2015/15th-iaaf-world-championships-4875/men/discus-throw/final/result. Läst 6 mars 2017.
27. ↑  Åkesson, Richard (5 mars 2016). ”Svenskt rekord av Axel Härstedt – och EM-klar”. Sydsvenskan. https://www.sydsvenskan.se/2016-03-05/svenskt-rekord-av-axel-harstedt--och-em-klar. Läst 27 september 2017.
28. ↑  Rouhani, Rihaneh (12 mars 2016). ”Härstedt tog hem Europacupen”. svt.se. https://www.svt.se/sport/friidrott/harstedt-i-topp-pa-europacupen/. Läst 27 september 2017.
29. ↑  ”Svenskt rekord i Diamond League-premiären” (på engelska). IDL Diamond League. https://www.diamondleague.com/news/single-news/news/detail/News/svenskt-rekord-i-diamond-league-premiaeren/. Läst 8 januari 2019.
30. ↑  ”European Athletics Championships - Amsterdam 2016” (på engelska). european-athletics.org. http://www.european-athletics.org/competitions/european-athletics-championships/history/year=2016/results/index.html. Läst 8 februari 2017.
31. ↑  Hedman, Jonas (7 juli 2016). ”Ståhl till final efter nervpers”. friidrott.se. Arkiverad från originalet den 11 februari 2017. https://web.archive.org/web/20170211075719/http://www.friidrott.se/nyheter.aspx?id=19738. Läst 8 februari 2017.
32. ↑  Fridell, Magnus (11 juli 2016). ”Jättekast av Axel - pers och klarad OS-gräns”. friidrott.se. Arkiverad från originalet den 11 februari 2017. https://web.archive.org/web/20170211075714/http://www.friidrott.se/nyheter.aspx?id=19773. Läst 8 februari 2017.
33. ↑  Julin, A. Lennart (12 augusti 2016). ”OS: Axel säkert till final”. friidrott.se. Arkiverad från originalet den 17 augusti 2016. https://web.archive.org/web/20160817040559/http://www.friidrott.se/nyheter.aspx?id=19956. Läst 3 november 2019.
34. ↑  ”Discus Throw Men the XXXI Olympic Games Brazil Rio De Janeiro, Brazil 05 Aug 2016 - 21 Aug 2016” (på engelska). iaaf.org. https://www.iaaf.org/results/olympic-games/2016/the-xxxi-olympic-games-5771/men/discus-throw/final/result. Läst 30 december 2016.
35. ↑  Julin, A. Lennart (13 augusti 2016). ”OS2: Axel 10:a i OS-debuten”. friidrott.se. Arkiverad från originalet den 17 augusti 2016. https://web.archive.org/web/20160817035049/http://www.friidrott.se/nyheter.aspx?id=19963. Läst 3 november 2019.
36. ↑  ”Svenska Friidrottsförbundets OS-historik”. Arkiverad från originalet den 28 september 2017. https://web.archive.org/web/20170928010051/http://www.friidrott.se/historik/internationellt/OS.aspx. Läst 27 september 2017.
37. ↑  ”Discus Throw - men - senior - outdoor - 2016”. www.iaaf.org. https://www.iaaf.org/records/toplists/throws/discus-throw/outdoor/men/senior/2016. Läst 25 september 2019.
38. ↑  Julin, A. Lennart (7 september 2017). ”Finnkampen 2017: En annan trippel för historieböckerna”. www.friidrott.se. Arkiverad från originalet den 15 maj 2018. https://web.archive.org/web/20180515044043/http://www.friidrott.se/nyheter.aspx?id=21422. Läst 27 maj 2018.
39. ↑  ”Ståhl ledde vägen till ny diskustrippel”. Sydsvenskan. 1 september 2018. https://www.sydsvenskan.se/2018-09-01/stahl-ledde-vagen-till-ny-diskustrippel. Läst 21 november 2018.
40. 1 2 3  ”Personsida på IAAF:s webbplats” (på engelska). iaaf.org. https://www.iaaf.org/athletes/sweden/axel-harstedt-203193. Läst 17 september 2018.